# Monumento en memoria del holocausto de gais y lesbianas (Sídney)
El Monumento en memoria del Holocausto de gais y lesbianas de Sídney (en inglés «Gay and Lesbian Holocaust Memorial») es un monumento ubicado en el Green Park de Sídney (Australia) inaugurado el 27 de febrero de 2001.

## Diseño

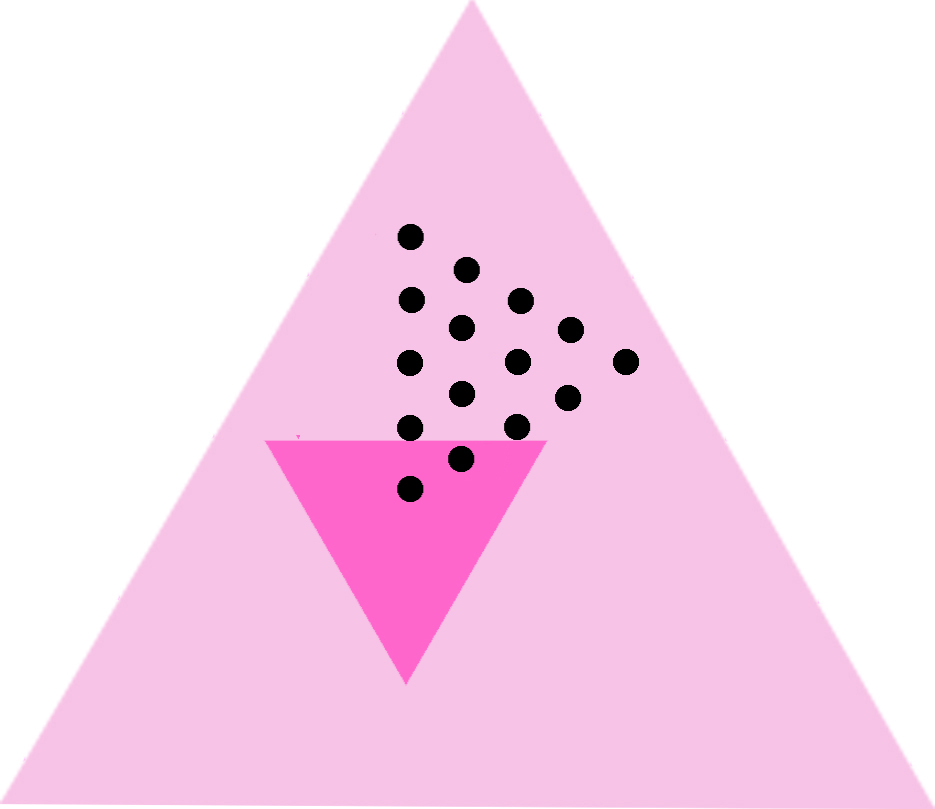
Planta del Gay and Lesbian Holocaust Memorial.

El monumento, diseñado por Russell Rodrigo y Jennifer Gamble, es un prisma triangular rosa con una serie de pilares negros que se ubican siguiendo una retícula también triangular que se interseca con el prisma, 
y está ubicado en los jardines Stonewall de Green Park, frente al Museo Judío de Sídney.
Una de las promotoras del monumento, la Dra. Kitty Fischer, fue una joven judía que sobrevivió en Auschwitz gracias a la comida que le conseguía un prisionero, forzado a llevar el triángulo rosa con que eran marcados los prisioneros del colectivo homosexual en los campos de exterminio nazis.
El triángulo negro que forman los pilares tras el prisma simboliza a las lesbianas, y ambos triángulos aparecen como una estrella de David fracturada. Los pilares negros se yerguen como centinelas, símbolos de resistencia y fortaleza; el prisma rosa cristalino está ilustrado en su superficie con una imagen de archivo representando a los prisioneros de los campos de concentración en blanco y un texto.
La dedicatoria, ubicada en el vértice inferior de la superficie del prisma, dice:

"We remember you who have suffered or died 
at he hands of others. 
Women who have loved women. 
Men who have loved men. 
And all of those who have refused 
the roles others 
have expected us to play. 
Nothing shall purge 
your deaths from our 
memories."
Os recordamos a vosotros los que habéis sufrido o muerto 
a manos de otros. 
Mujeres que han amado a mujeres. 
Hombres que han amado a hombres. 
Y todos aquellos que han rechazado 
los roles que otros 
han esperado que juguemos. 
Nada podrá borrar 
vuestras muertes de nuestros 
recuerdos.

## Historia
Las primeras noticias sobre la construcción de un monumento a los homosexuales que murieron durante el Holocausto nazi en Sídney se remontan a 1991, con la fundación del Gay Holocaust Monument Committee. En 1998, tras una serie de vicisitudes y dificultades legales, el comité relanzó el proyecto.
El Gay and Lesbian Holocaust Memorial fue finalmente inaugurado el 27 de febrero de 2001 y su cuidado fue asignado al Sydney Pride Centre. El monumento se sufragó con donaciones comunitarias, recaudadas por el Gay and Lesbian Holocaust Memorial Project Incorporated, y fondos del South Sydney City Council, quienes decidieron su ubicación en el Green Park, en Darlinghurst, corazón de la población gay y lesbiana de Sídney.
En la inauguración intervinieron: John Fowler, alcalde de South Sydney; Luci Ellis, del Gay and Lesbian Holocaust Memorial Project; John Marsden, presidente del Gay and Lesbian Holocaust Memorial Project Incorporated; Marcus Einfeld, juez de la Corte Federal de Australia; y Lou-Anne Lind, presidenta del Sydney Pride Centre.